# Brăilai Kissziget Natúrpark
A Brăilai Kissziget Natúrpark (románul Parcul Natural Balta Mică a Brăilei) IUCN V-ös besorolású védett terület Romániában a Duna alsó szakaszán, a Brăilai Nagysziget térségében, Brăila megye területén.

## Fekvése
Brăila megye dél-keleti részén helyezkedik el, ahol a Duna három ágra szakad, és egy ártéri területet képez a Brăilai Nagysziget és a Brăilai-síkság (Bărăgan északi része) között. Brăila város és a Giurgeni–Vadu Oii híd között, mintegy 20 km hosszúságban, 6 község területén van kijelölve. Mivel teljes egészében a Duna ágai által közrefogott szigeten található, megközelítése kompokkal vagy pedig kisebb méretű csónakokkal lehetséges, közúti híd és országút nem található a védett területen. A Bărăgani styeppei ökorégióhoz tartozik, területén folyók, tavak, mocsarak, rétek és erdős területek találhatóak. A Natúrpark és sziget területe jelenleg mindössze 11%-át jelenti a XIX. századi Duna árterületét képező Brăilai szigetvilágnak.
Egyike az 5 romániai RAMSAR kijelölt területnek (a Duna-delta, Felső-Maros völgye, Szunyogszéki tó- és halastókomplexum és a Techirgiol-tó mellett).

## Élővilága
A védett terület 7 kisebb szigetet és 52 tavat foglal magában. Nemzetközi jelentőségű madárvédelmi terület, tekintve hogy a Duna egész hosszára nézve az utolsó vízszabályozás nélküli területek közé tartozik. Az árterületen éves rendszerességgel fordul elő az árral való elöntés illetve az áradás visszavonulása természeti jelenség.
A költöző madarak fontos állomáshelye, tekintve, hogy félúton helyezkedik el az észak-európai és az afrikai szálláshelyek között. Több mint 200 madárfajt azonosítottak a területen. A Natúrparkban megtaláható a Duna-delta területén előforduló madárfajoknak mintegy 70%-a. A vizes élőhelyeken 50-nél több halfaj található, a magasabb rendű növények csoportjából 200-nál több fajt tartanak nyilván.
Az árterületet gyakran önti el a folyam, ezért csak 11 emlősfajt tartanak nyilván a területen (pl vidra, hörcsög, menyét, görény, stb).

## Környezettudatos rendezvények
A Natúrpark adminisztrációja rendszeres programokat szervez a környezettudatos nevelés céljával, különösen diákok részére. A rendezvények gyakran egy-egy nemzetközi környezetvédelmi naphoz kapcsolódnak, melyek során a biodiverzitás megőrzésének fontosságára is felhívják a figyelmet:
- Vizes élőhelyek nemzetközi napja (február 2.)
- A madarak nemzetközi napja (április 1.)
- A fák ültetésének hónapja
- A Föld napja (április 22.)
- Európai nemzeti parkok napja (május 24.)
- Környezetvédelmi világnap (június 5.)
- Nemzetközi Duna-nap (június 29.)
- Vándormadarak világnapja (október hónap)

Ugyanakkor különböző hatóságokkal és szervezetekkel való együttműködésben folyamatos intézkedéseket hoznak a terület ökológiai tisztaságának fenntartására, mint például az áradás elvonulásakor visszamaradt műanyag szemétfoltok eltakarítása.